# F/X
F/X (título original: F/X - Murder by Illusion -ilusión de asesinato-, también conocida en España como FX, efectos mortales), es una película estadounidense de suspense, terror, aventuras y acción de 1986 dirigida por Robert Mandel y protagonizada por Bryan Brown y Brian Dennehy.
La película tiene una secuela, F/X2: Ilusiones mortales, que se estrenó en 1991. También tuvo una serie derivada para la televisión titulada F/X: The Series emitida desde 1996 a 1998.

## Argumento
La película trata sobre Rollie Tyler (Bryan Brown), un experto en el arte de los efectos especiales (F/X) con una reputación basada en su trabajo en algunos films sangrientos de bajo presupuesto. El Departamento de Justicia le contrata para escenificar el asesinato de un gánster, Nicholas Defranco (Jerry Orbach), un mafioso que ha estafado a la famiglia durante años y que se encuentra dentro del programa de protección de testigos. Rollie accede, pero la pistola que utiliza en la farsa es manipulada y Defranco muere de verdad. Desde ese momento la vida de Rollie estará en constante peligro. Su única salvación es utilizar sus ingeniosos efectos especiales. 
Mientras tanto, el inspector de policía de Nueva York Leo McCarthy (Brian Dennehy) está investigando este falso asesinato y no alcanza a comprender cómo el Departamento de Justicia ha sido menos eficaz de lo habitual. 
Con el tiempo Tyler descubre que Defranco en realidad está vivo y que los del Departamento de Justicia han fingido la muerte para todos con tal de dar a Defranco la posibilidad de vivir anónimamente muy bien el resto de su vida a cambio de gran parte de sus 15 millones de dólares. Sabiendo esa verdad, Tyler decide acabar con ellos antes de que acaben con él y lo consigue. McCarthy también descubre la verdad, aunque rompió reglas para conseguirlo, por lo que pierde su empleo. Finalmente, sabiendo lo que hizo Tyler, le propone el trato de repartir los 15 millones de dólares a cambio de su silencio y él accede. Luego se van a su banco en Suiza y Tyler, fingiendo ser Defranco, recoge el dinero para ambos, dividen el dinero y luego lo celebran con unas vacaciones allí.

## Reparto
| Actor           | Personaje               | Notas               |
| --------------- | ----------------------- | ------------------- |
| Bryan Brown     | Roland "Rollie" Tyler   |                     |
| Brian Dennehy   | Ten. Leo McCarthy       |                     |
| Diane Venora    | Ellen                   |                     |
| Cliff De Young  | Martin Lipton           |                     |
| Mason Adams     | Cnel. Edward Mason      |                     |
| Jerry Orbach    | Nicholas DeFranco       |                     |
| Joe Grifasi     | Mickey                  |                     |
| Trey Wilson     | Ten. Murdoch            |                     |
| Tom Noonan      | Varrick                 |                     |
| Josie de Guzmán | Marisa Vélez            |                     |
| M'el Dowd       | Señorita Joyce Lehman   |                     |
| Roscoe Orman    | Cap. Wallenger          |                     |
| Martha Gehman   | Andy                    |                     |
| Angela Bassett  | Reportera de televisión | Su debut en el cine |

## Producción
El guion lo escribieron dos guionistas novatos, el actor Gregory Fleeman y cineasta de documentales Robert T. Megginson. El productor Jack Wiener leyó el guion, el cual le entregaron para hacer un telefilme de bajo presupuesto, pero creyó que podía hacerse para la gran pantalla. Wiener y su coproductor Dodi Fayed contrataron a Robert Mandel, un director de Off-Broadway. No quisieron contratar un director de cine de acción porque querían un director que diese un tacto realista a la película y hacer que la audiencia se preocupase por el protagonista.
Mandel aceptó el trabajo porque quería quitarse de encima el sambenito de parecer un "director y artista blando". Inicialmente no se impresionó con el guion de la película, pero observó que no conocía bien el género. Para la preparación de las secuencias de acción, Mandel estudió escenas de persecución de Bullitt y The french Conection. Para los efectos especiales de la película, los productores contrataron John Stears, que había trabajado en las primeras ocho películas de JamesBond y compartió un Premio Óscar por los efectos de Star Wars: Episodio IV - Una nueva esperanza.
La película se filmó durante el verano de 1985 alrededor de Nueva York, en Rye, (Nueva York), también en Toronto, Ontario (Canadá).  Incluye algunas ubicaciones en el centro comercial Sherway Gardens de Etobicoke.
El preestreno en el Valle de San Fernando tuvo uno de las mejores recibimientos que Orion Pictures había visto en bastante tiempo. Una semana antes de su estreno, se proyectó para miembros de la industria del cine y tuvo bastante éxito en su première en el United States Film Festival (conocido posteriormente como Festival de cine de Sundance).
No sólo fue una película entretenida, sino que fue una de las películas más alquiladas de la historia. Y otro detalle: el verdadero especialista de efectos especiales de la película, John Stears (conocido como “el decano de los efectos especiales”), afirmó que el mismísimo gobierno de los EE. UU. le ofreció dinero para simular cosas parecidas a las que pasan en el film.

## Estreno
F/X tuvo una buena recaudación, ingresando unos 20 millones de dólares en EE. UU. (con 10 millones de presupuesto), pero los ejecutivos en Orion Pictures, que financiaron y distribuyeron la película, pensaron que les hubiera ido mejor con un título diferente. Un ejecutivo declaró que nadie entendería lo que significaba el título, pero ellos lo aceptaron porque fue lo que los productores escogieron. Wiener comentó que creyeron que las dos letras juntas serían "provocativas" como MASH, pero admitió que se habían equivocado.

## Remake
A pesar de los problemas financieros del estudio, MGM anunció en enero de 2010 que planeaban hacer un remake de F/X, con Robert Mandel dirigiendo. La nueva película debería haberse estrenado en 2011.